# Асоціація присяжних сертифікованих бухгалтерів

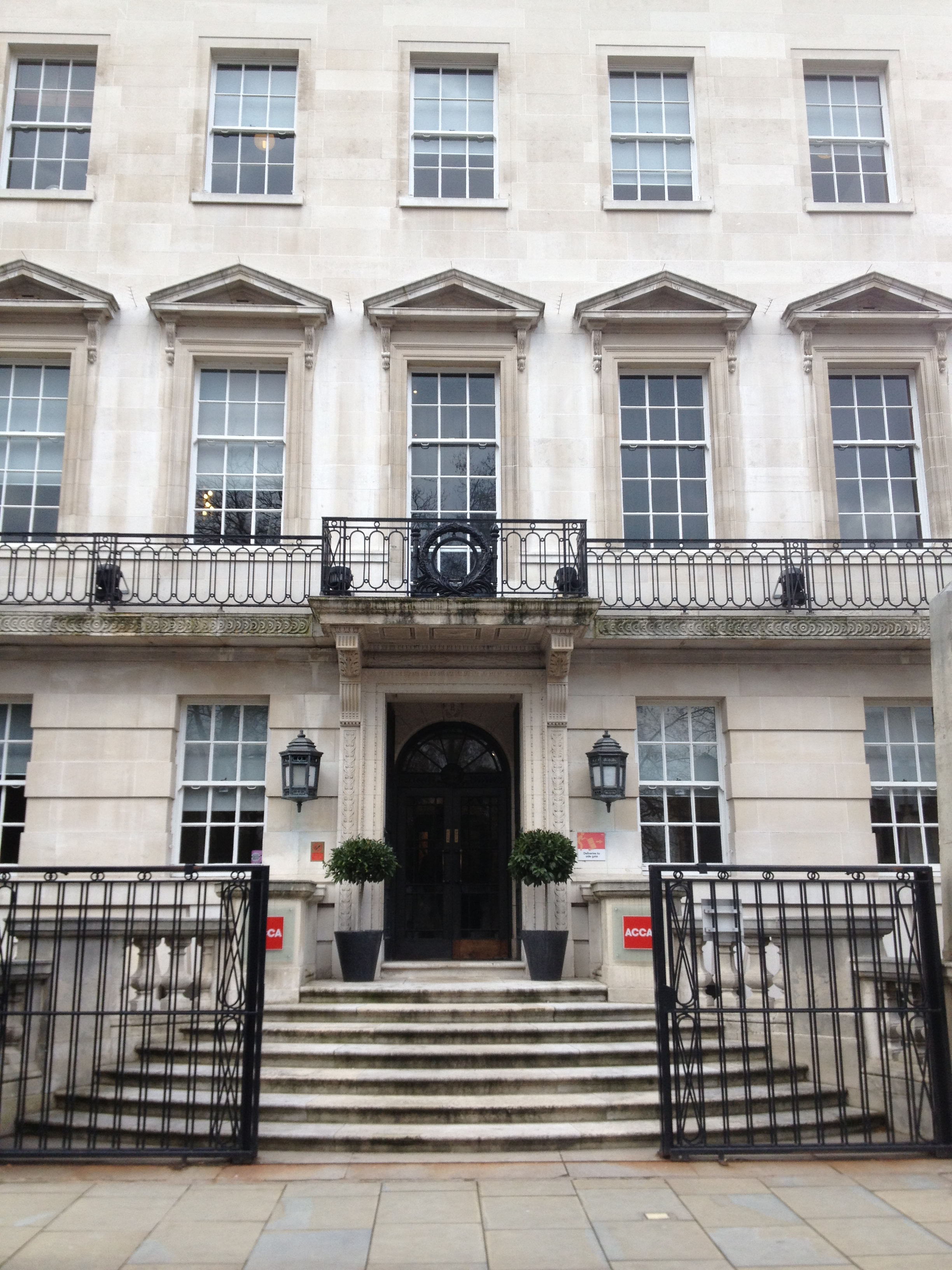

ACCA в Україні, Білорусі та державах Кавказу. ACCA (англ. Association of Chartered Certified Accountants) — міжнародна професійна бухгалтерська організація, яка надає кваліфікації для працівників у сфері фінансів, аудиту, менеджменту та бухгалтерії.
Кількість студентів у світі/Україні: 503 000 / 1 500 (березень 2018)
Кількість членів у світі/Україні: 208 000 / 600 (березень 2018)
Кількість офісів у світі: 101
АССА засновано в Лондоні 7 жовтня 1904 року, а в вересні 2004 року було відкрито регіональне представництво в Києві, що служить точкою контакту для членів АССА та студентів з України, Білорусі, Азербайджану, Вірменії та Грузії.
Наявність кваліфікації АССА допомагає фінансовим спеціалістам у побудові успішної кар'єри в будь-якій області[ненейтрально]: вони можуть працювати в державному або приватному секторі, аудиторській фірмі, іноземній компанії або займатися власним бізнесом.
Кваліфікація ACCA відповідає міжнародним стандартам навчання в області бухгалтерського обліку Міжнародної федерації бухгалтерів (IFAC). Сертифікат АССА прирівнюється до магістерського диплому та визнається в більшості країн світу[джерело?].
Програма ACCA присвячує основну увагу професійним цінностям, етиці та питанням управління та призначена для тих, хто прагне стати висококваліфікованим спеціалістом у будь-якому секторі бізнесу.
АССА не проводить навчання за своїми програмами, а лише пропонує навчальну структуру і затверджує навчальні плани. 

## Кваліфікація АССА
АССА пропонує кілька кваліфікацій для фінансистів. Основна та найпопулярніша кваліфікаційна програма - це АССА Кваліфікація. Вона визнана членами Європейського Союзу та ООН. Вступним критерієм цієї програми є наявність вищої освіти (мінімум диплом бакалавра) з будь-якої спеціальності. Лише ця кваліфікація дає право отримати статус члена АССА. Підготовкою до іспитів АССА займаються окремі навчальні центри. Іспити складаються чотири рази на рік: в березні, червні, вересні та грудні, в одному із екзаменаційних центрів АССА. Також перші чотири іспити можна складати в одному із акредитованих центрів комп'ютерного екзаменування в будь-який час. Усі іспити складаються англійською мовою.
Шлях до АССА:
- успішно скласти 13 іспитів (з можливими заліками певних предметів)
- пройти модуль з професійної етики
- мати відповідний задокументований практичний досвід

Схема іспитів АССА:

#### Базовий блок
Блок «Прикладні знання»
AB — Роль бухгалтера у бізнес-середовищі
MA — Управлінський облік
FA — Фінансовий облік  Блок «Прикладні навички»
LW — Корпоративне і підприємницьке право
PM — Підготовка звітності для управління
TX — Бізнес-податки та оподаткування
FR — Фінансова звітність
AA — Аудит та підтвердження звітності
FM — Фінансовий менеджмент
Професійний блок
Блок обов'язкових предметів
SBL — Стратегічний бізнес лідер
SBR — Корпоративна звітність  Блок предметів на вибір (2-а з 4-х на вибір)
AFM — Поглиблений курс з фінансового менеджменту
APM — Поглиблений курс з підготовки звітності для управління
ATX — Поглиблений курс з оподаткування
AAA — Поглиблений курс з аудиту та підтвердження звітності

### Модуль з професійної етики
Модуль з професійної етики створений для того, щоб перевірити знання етичних принципів. Цей модуль стає доступний після складання перших трьох іспитів. Модуль можна скласти повністю в інтерактивному режимі. Він складається з декількох тестів на перевірку етичних принципів та цінностей, а також ситуативного завдання, в якому надається дві точки зору — аудитора та корпоративного фінансового бухгалтера.

### Практичний досвід
Вимоги з практичного досвіду включають в себе 3 роки відповідного задокументованого досвіду роботи, а також досягнення за цей час 9-ти професійних цілей. Таким чином, члени АССА підтверджують свою здатність застосовувати теоретичні знання та навички на робочому місці. Практичний досвід можна отримати до, під час, або після проходження іспитів АССА Кваліфікації.

### Заліки
Існує можливість отримати автоматичні заліки певних предметів АССА Кваліфікації, в залежності від попередньої освіти студента. Випускників українських ВУЗів, як правило, зараховується до 4-х предметів. Додаткові освітні кваліфікації, такі як диплом закордонного університету або диплом MBA, можуть надати додаткові заліки. Важливо зазначити, що заліки з певних предметів не звільняють від оплати цих предметів, а лише від здачі іспитів. Освітні кваліфікації, отримані більше ніж 10 років від дати реєстрації студентом АССА, не дають права на отримання заліків.

## ДипІФР. Диплом з міжнародної фінансової звітності
ДипІФР - диплом з Міжнародних стандартів фінансової звітності (англ. Diploma in International Financial Reporting, DipIFR). Диплом ДипІФР був розроблений АССА для підвищення рівня знань в галузі МСФЗ та допомагає зрозуміти основні концепції та принципи, що лежать в основі міжнародних стандартів, а також дає навички застосування МСФЗ на практиці. Навчальна програма збігається з навчальною програмою FR — Фінансова звітність кваліфікації АССА.
Отримати диплом можна після успішного складання одного іспиту російською чи англійською мовами. Іспити можна скласти два рази на рік - в червні та грудні.[джерело?]
Для того, щоб стати володарем диплома, необхідно мати аттестат професійного бухгалтера або аудитора; або відповідна вища або спеціальна освіта та два роки практичного досвіду роботи в області бухгалтерського обліку та аудиту; чи три роки практичного досвіду роботи в області бухгалтерського обліку та аудиту. Досвід має бути письмово підтверджено роботодавцем або копією трудової книжки.[джерело?]
Іспит ДипІФР - письмовий і триває 3 години 15 хвилин. Екзаменаційні питання містять розрахункові та аналітичні елементи. Загальна кількість балів на іспит - 100. Для претендентів потрібно набрати 50 балів для отримання диплому АССА ДіпІФР.
Власники диплому ДипІФР отримують залік з FR — Фінансова звітність кваліфікації АССА.
Важливо: Диплом ДипІФР не дає права стати членом АССА та використовувати АССА біля свого імені на візитках. Це окремий продукт та є одним з 13 іспитів Кваліфікації АССА.